# 장미의 전쟁 (텔레비전 프로그램)
《장미의 전쟁: 리얼 커플 스토리》은 대한민국의 MBC 에브리원에 오리지널 예능 프로그램이다.

## 기획 의도
붉은 장미처럼 강렬하고 전쟁처럼 치열한 전 세계의 커플에 펼쳐진 주요 사건들의 이야기를 다룬다.

## 방송 일정
| 방송 채널    | 시즌제 | 방송 기간                          | 방송 시간                           | 비고   |
| ------------ | ------ | ---------------------------------- | ----------------------------------- | ------ |
| MBC 에브리원 | 파일럿 | 2022년 3월 7일 ~ 2022년 4월 25일   | 매주 월요일 밤 시간대               | 본방송 |
| MBC 에브리원 | 1기    | 2022년 7월 25일 ~ 2022년 10월 10일 | 매주 월요일 밤 8시 30분 ~ 10시 10분 | 본방송 |
| MBC 에브리원 | 2기    | 2023년 2월 6일 ~ 7월 26일          | 매주 월요일 밤 8시 30분 ~ 10시 10분 | 본방송 |

## 출연진

### 파일럿
- 이상민
- 김지민
- 이은지

### 1기
- 이상민
- 김지민
- 양재웅
- 천재이승국

### 2기
- 이상민
- 김지민
- 양재웅
- 천재이승국
- 정다희
- 박지민

## 같이 보기
- 러브스토리 (KBS 2TV, 2002~2003년)